# Port lotniczy Paryż-Roissy-Charles de Gaulle
Port lotniczy Paryż-Roissy-Charles de Gaulle (ang.: Charles de Gaulle International Airport lub Roissy Airport, fr.: Aéroport Roissy-Charles-de-Gaulle, kod IATA: CDG, kod ICAO: LFPG) – największy port lotniczy Francji, położony w północno-wschodniej części aglomeracji paryskiej (około 25 km od miasta), w miejscowości Roissy-en-France (departament Val-d’Oise). Najwięcej ruchu na lotnisku generują linie lotnicze Air France (57%) oraz EasyJet (5,2%).

## Terminale

Rozmieszczenie terminali w porcie, do skali, połączone bezpłatnym automatycznym wagonowym systemem transportowym CDGVAL

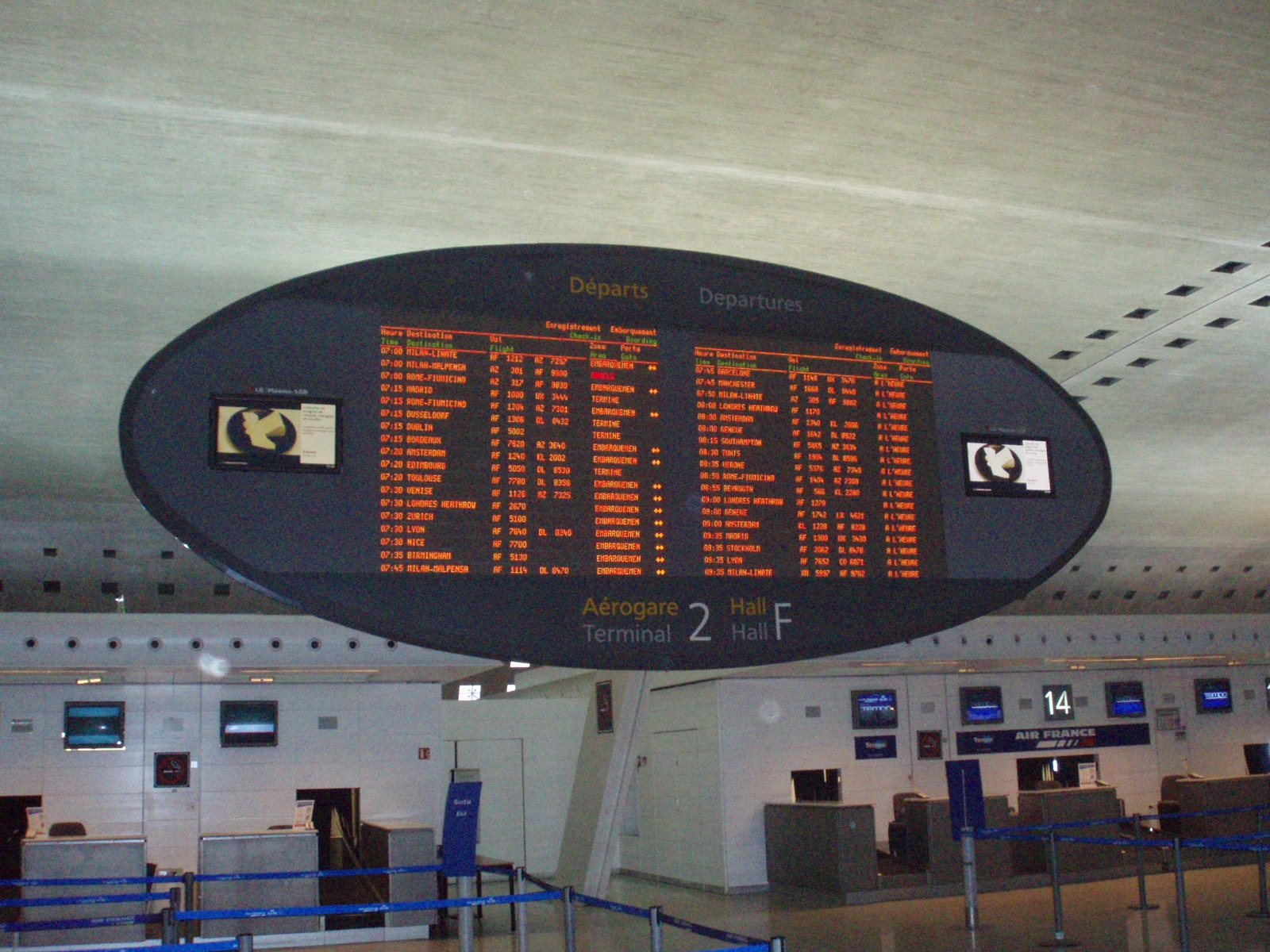
Elektroniczny system informacyjny o lotach w porcie lotniczym Roissy-Charles de Gaulle

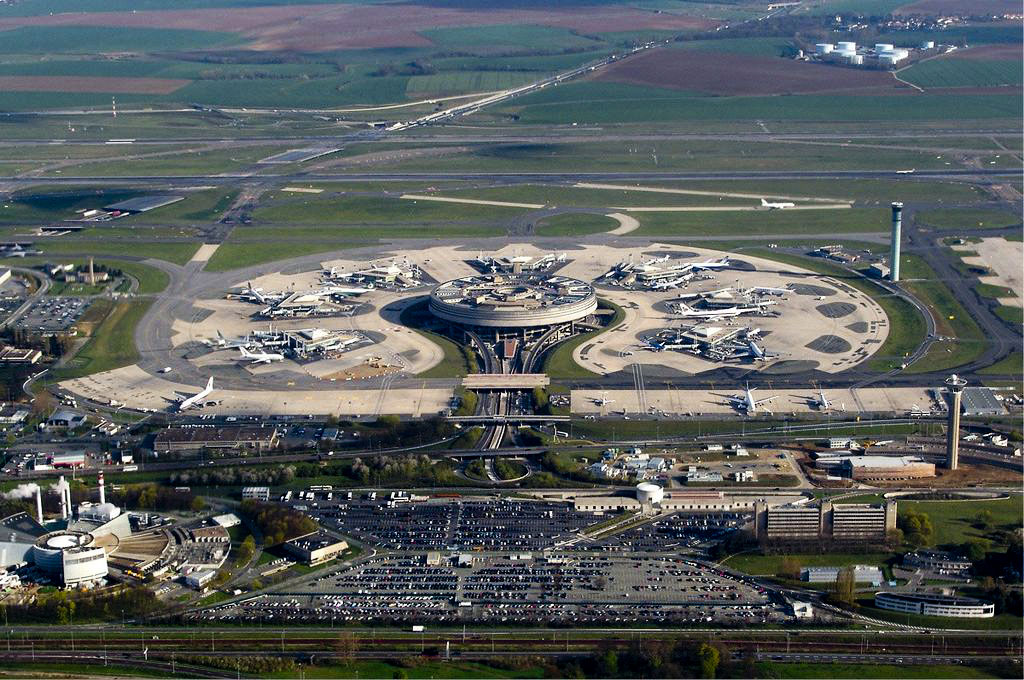
Terminal 1

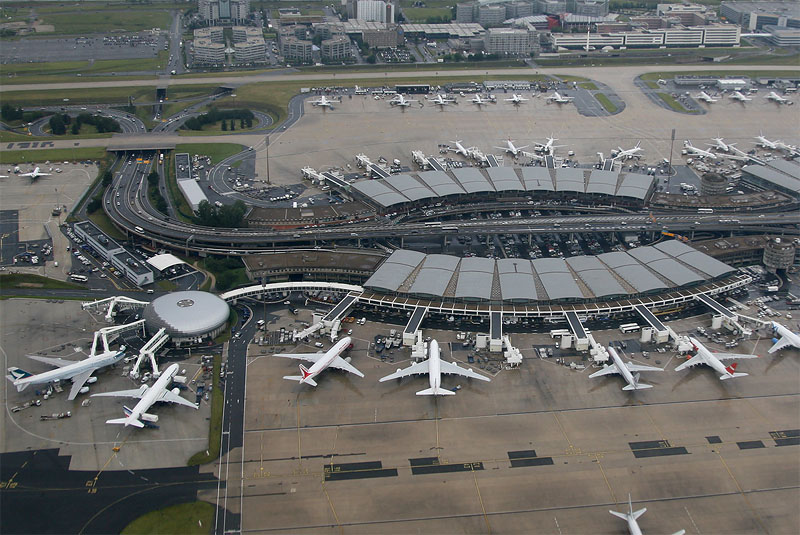
Terminal 2A (z przodu) oraz 2B (z tyłu)

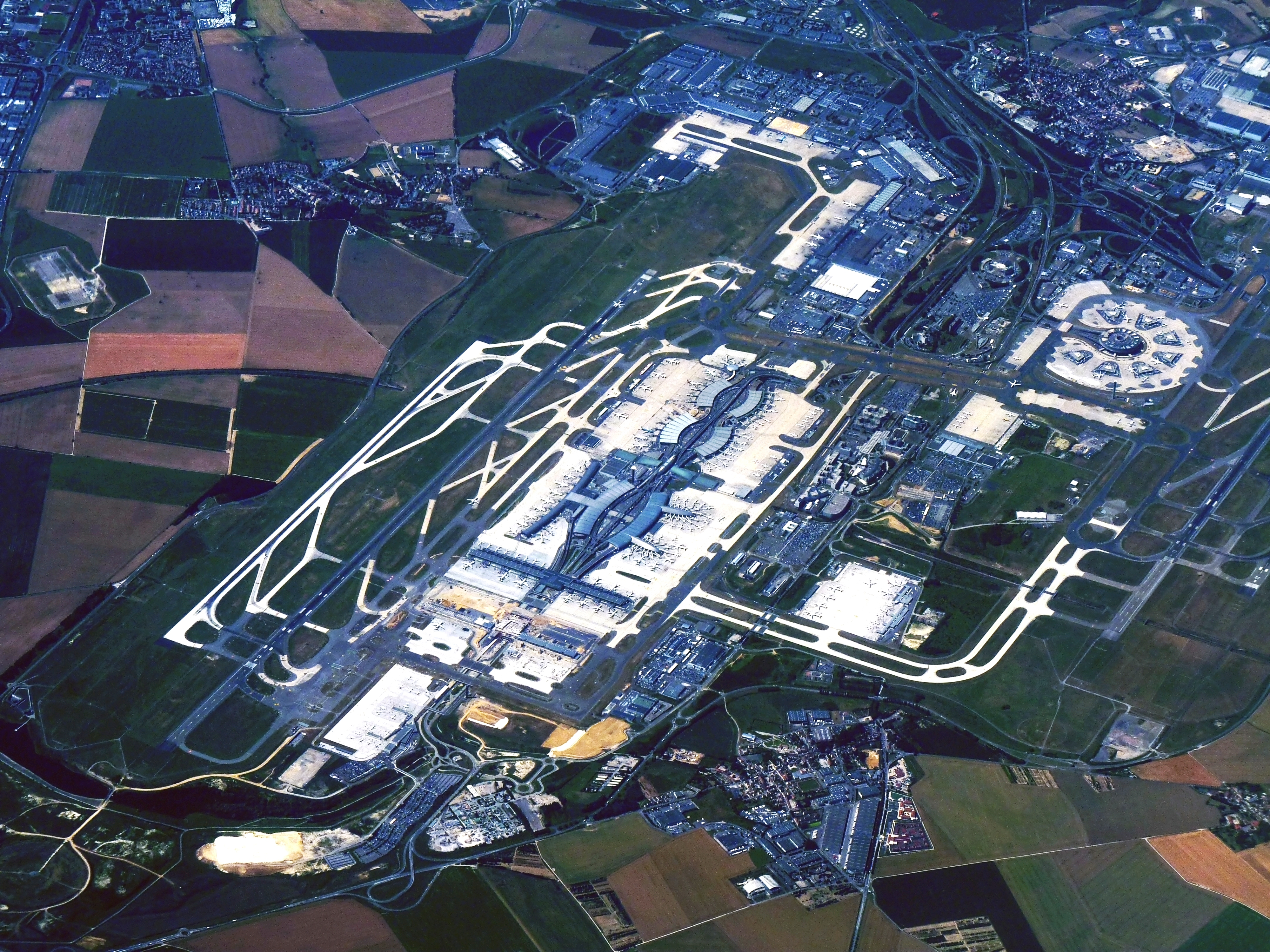
Terminal 3 (w centralnej prawej części zdjęcia) oraz inne z lotu ptaka

Port lotniczy Roissy-Charles de Gaulle posiada trzy terminale. Terminal 1 jest najstarszym z nich. Terminal 2 zbudowano dla linii lotniczej Air France, jednak obecnie jest także użytkowany przez inne linie lotnicze. Trzeci terminal, T3, poprzednio oznaczony jako T9, jest użytkowany przez tanie linie lotnicze i loty czarterowe.
Terminal 2 nie stanowi jednolitego terminalu, a raczej jest nazwą odnoszącą się do kompleksu siedmiu osobnych budynków, każdy o charakterze oddzielnego dworca, kolejno oznaczonych literami od A do G. W innych wielkich portach lotniczych, np. JFK czy LAX, te dworce po prostu stanowiłyby terminale, toteż port Roissy-Charles de Gaulle faktycznie posiada dziewięć terminali pasażerskich łącznie.
Korzystając z portu lotniczego Roissy-Charles de Gaulle należy dokładnie zdawać sobie sprawę, z którego z tych dziewięciu terminali korzystamy, ponieważ odległości pomiędzy nimi są spore. Terminale czy podterminale są wyraźnie zaznaczone na biletach jako: 1, 2A, 2B, 2C, 2D, 2E, 2F, 2G czy 3.
Najnowsza część portu lotniczego, kompleks Terminala 2, posiada własny podziemny dworzec kolejowy podmiejskiej sieci RER i dalekobieżnego serwisu TGV, położony w kondygnacjach pod terminalem. Pasażerowie korzystający z połączeń kolejowych do Paryża lub innych miast mają bezpośredni dostęp do dworca przez specjalne przejścia obsługiwane chodnikami ruchomymi.
W 2006, rząd Francji postanowił wydzielić niektóre terminale lotnisk komunikacyjnych kraju jako „strefy wysokiego bezpieczeństwa”, dla ruchu o postrzeganym wysokim zagrożeniu terrorystycznym m.in. do USA czy Izraela. Terminal 2E stanowi taki terminal w porcie Roissy-Charles de Gaulle, i co za tym idzie, miejsce na lotnisku gdzie w 2007 zwiększono kontrole. Zimą 2006, Air France przeniosła swoje loty do USA do terminalu 2E.
Stacja kolejowa sieci RER przy Terminalu 1 leży raczej z dala od tego terminala. Wymiana pasażerów pomiędzy nimi wymaga użytkowania bezpłatnego automatycznego systemu transportu wagonowego typu people mover o nazwie CDGVAL, skonstruowanego na podstawie francuskiej technologii wagonowej VAL, gdzie pojazdy poruszają się na pneumatycznych oponach zamiast stalowych kół. Poprzednio transport osobowy zapewniały wahadłowo kursujące autobusy.
Poczynając od 4 kwietnia 2007, CDGVAL łączy wszystkie trzy terminale, jednak zbudowano tylko jeden przystanek dla kompleksu Terminala 2, co skutkuje bardzo długim przejściem pieszym pomiędzy peronem CDGVAL-u a najbardziej odległymi od niego bramkami kompleksu, np. w 2B (2A–2B to ponad 500 m).

## Statystyki
Zobacz zapytanie i odniesienia źródłowe Wikidata o wartości.

## Linie lotnicze i połączenia
| Linia lotnicza                  | Kierunek |
| ------------------------------- | --- |
| Aegean Airlines                 | 1. Ateny Sezonowo: 1. Heraklion 2. Saloniki |
| Aer Lingus                      | 1. Dublin 2. Shannon |
| Aeroméxico                      | 1. Meksyk |
| Air Algerie                     | 1. Algier 2. Annaba 3. Bidżaja 4. Biskira 5. Szalif 6. Konstantyna 7. Oran Sezonowo: 1. Al-Wadi 2. Tilimsan |
| Air Arabia Maroc                | 1. Fez 2. Rabat 3. Tanger |
| Air Austral                     | 1. Reunion Sezonowo: 1. Dzaoudzi |
| airBaltic                       | 1. Ryga 2. Tallinn 3. Wilno |
| Air Cairo                       | Sezonowo: 1. Luksor |
| Aircalin                        | 1. Bangkok-Suvarnabhumi 2. Numea |
| Air Canada                      | 1. Montreal-Trudeau 2. Toronto-Pearson |
| Air China                       | 1. Pekin 2. Chengdu-Tianfu |
| Air Corsica                     | Sezonowo: 1. Bastia |
| Air France                      | 1. Abidżan 2. Abudża 3. Algier 4. Amsterdam 5. Antananarywa 6. Ateny 7. Atlanta 8. Bamako (wznowione 16 września 2025) 9. Bangkok-Suvarnabhumi 10. Bangi 11. Barcelona 12. / Bazylea/Miluza 13. Pekin 14. Bejrut 15. Bengaluru 16. Bergen 17. Berlin 18. Biarritz 19. Bilbao 20. Billund 21. Birmingham 22. Bogota 23. Bolonia 24. Bordeaux 25. Boston 26. Brazzaville 27. Brest-Bretagne 28. Bukareszt 29. Budapeszt 30. Buenos Aires-Ezeiza 31. Kair 32. Calvi 33. Cancún 34. Casablanca 35. Kajenna 36. Ćennaj 37. Chicago-O’Hare 38. Clermont-Ferrand 39. Konakry 40. Kopenhaga 41. Kotonu 42. Dakar-Diass 43. Dallas-Fort Worth 44. Dar es Salaam 45. Delhi 46. Detroit 47. Dżibuti 48. Douala 49. Dubaj 50. Dublin 51. Düsseldorf 52. Edynburg 53. Florencja 54. Fortaleza 55. Fort-de-France 56. Frankfurt 57. Genewa 58. Göteborg 59. Hamburg 60. Hanower 61. Hawana 62. Helsinki 63. Ho Chi Minh 64. Hongkong 65. Houston-Intercontinental 66. Stambuł 67. Johannesburg 68. Kilimandżaro 69. Kinszasa 70. Kraków 71. Lagos 72. Libreville 73. Lima 74. Lizbona 75. Lublana 76. Lomé 77. Londyn-Heathrow 78. Los Angeles 79. Luanda 80. Lyon 81. Madryt 82. Malabo 83. Malaga 84. Manchester 85. Manila 86. Marrakesz 87. Marsylia 88. Mauritius 89. Meksyk 90. Miami 91. Mediolan-Linate 92. Mediolan-Malpensa 93. Montpellier 94. Montreal-Trudeau 95. Mumbaj 96. Monachium 97. Nairobi 98. Ndżamena 99. Nantes 100. Neapol 101. Newark 102. Newcastle 103. Nowy Jork-JFK 104. Niamey (wznowione 17 września 2025) 105. Nicea 106. Nawakszut 107. Norymberga 108. Oran 109. Orlando 110. Osaka-Kansai 111. Oslo-Gardermoen 112. Ottawa 113. Wagadugu (wznowione 17 września 2025) 114. Panama 115. Papeete 116. Pau 117. Phoenix 118. Phuket (od 27 listopada 2025) 119. Pointe-à-Pitre 120. Pointe-Noire 121. Porto 122. Praga 123. Rabat 124. Durham 125. Rennes 126. Rio de Janeiro-Galeao 127. Rijad 128. Rzym-Fiumicino 129. Reunion 130. Salvador da Bahia 131. San Francisco 132. San José 133. Santiago 134. São Paulo-Guarulhos 135. Seattle-Tacoma 136. Seul-Inczon 137. Sewilla 138. Szanghaj-Pudong 139. Singapur 140. Sint Maarten 141. Sztokholm-Arlanda 142. Stuttgart 143. Tbilisi 144. Tel Awiw 145. Teneryfa-Południe 146. Tokio-Haneda 147. Toronto-Pearson 148. Tuluza 149. Tromsø 150. Tunis 151. Turyn 152. Walencja 153. Vancouver 154. Wenecja-Marco Polo 155. Wiedeń 156. Warszawa-Chopin 157. Waszyngton-Dulles 158. Jaunde 159. Erywań 160. Zagrzeb 161. Zanzibar 162. Zurych Sezonowo: 1. Ajaccio 2. Bari 3. Bastia 4. Cagliari 5. Kapsztad 6. Katania 7. Korfu 8. Cork 9. Denver 10. Dżerba 11. Dubrownik 12. Faro 13. Figari 14. Gran Canaria 15. Harstad 16. Heraklion 17. Ibiza 18. Innsbruck 19. Kalamata 20. Kiruna 21. Kittilä 22. Male 23. Malta 24. Minneapolis-St. Paul 25. Mykonos 26. Olbia 27. Palermo 28. Palma de Mallorca 29. Quebéc 30. Rodos 31. Rovaniemi 32. Salzburg 33. Santorini 34. Sofia 35. Split 36. Saloniki 37. Tirana 38. Werona |
| Air India                       | 1. Delhi |
| Air Mauritius                   | 1. Mauritius |
| Air Montenegro                  | 1. Podgorica |
| Air Nostrum                     | Sezonowe czartery: 1. Palma de Mallorca |
| Air Senegal                     | 1. Dakar-Diass |
| Air Serbia                      | 1. Belgrad |
| Air Tahiti Nui                  | 1. Los Angeles 2. Papeete |
| Air Transat                     | 1. Montreal-Trudeau 2. Quebéc Sezonowo: 1. Toronto-Pearson |
| AJet                            | 1. Ankara 2. Stambuł-Sabiha Gökçen |
| ANA                             | 1. Tokio-Haneda |
| American Airlines               | 1. Dallas-Fort Worth 2. Nowy Jork-JFK 3. Filadelfia Sezonowo: 1. Charlotte 2. Chicago-O’Hare 3. Miami |
| Arkia                           | Sezonowo: 1. Tel Awiw |
| Asiana Airlines                 | 1. Seul-Inczon |
| ASL Airlines France             | 1. Algier 2. Pau 3. Tel Awiw Sezonowo: 1. Calvi 2. Dżerba 3. Oujda 4. Szalif |
| Atlantic Airways                | Sezonowo: 1. Vágar |
| Austrian Airlines               | 1. Wiedeń |
| Avianca                         | 1. Bogota |
| Azerbaijan Airlines             | 1. Baku |
| Azores Airlines                 | Sezonowo: 1. Ponta Delgada |
| British Airways                 | 1. Londyn-Heathrow |
| Brussels Airlines               | 1. Bruksela |
| Bulgaria Air                    | 1. Sofia |
| Cabo Verde Airlines             | 1. Praia 2. Sal 3. São Vincente |
| Cathay Pacific                  | 1. Hongkong |
| China Eastern Airlines          | 1. Szanghaj-Pudong |
| China Southern Airlines         | 1. Guangzhou |
| Condor                          | 1. Frankfurt |
| Corendon Airlines               | Sezonowo: 1. Antalya 2. Izmir |
| Croatia Airlines                | 1. Zagrzeb Sezonowo: 1. Dubrownik 2. Split |
| Cyprus Airways                  | 1. Larnaka |
| Delta Air Lines                 | 1. Atlanta 2. Boston 3. Cincinnati 4. Detroit 5. Los Angeles 6. Minneapolis 7. Nowy Jork-JFK 8. Salt Lake City 9. Seattle-Tacoma |
| EasyJet                         | 1. Akaba 2. Barcelona 3. Belfast-International 4. Mediolan-Bergamo 5. Berlin 6. Biarritz 7. Birmingham 8. Bristol 9. Katania 10. Kopenhaga 11. Edynburg 12. Faro 13. Madera 14. Glasgow 15. Hurghada 16. Kraków 17. Lanzarote 18. Larnaka 19. Lizbona 20. Liverpool 21. Londyn-Gatwick 22. Londyn-Luton 23. Londyn-Southend 24. Madryt 25. Malaga 26. Manchester 27. Marrakesz 28. Mediolan-Linate 29. Mediolan-Malpensa 30. Nicea 31. Palermo 32. Piza 33. Porto 34. Tel Awiw 35. Wenecja-Marco Polo Sezonowo: 1. Agadir 2. Ajaccio 3. Bari 4. Bastia 5. Calvi 6. Korfu 7. Figari 8. Heraklion 9. Menorka 10. Mykonos 11. Neapol 12. Olbia 13. Palma de Mallorca 14. Pula 15. Split 16. Teneryfa-Południe 17. Tulon |
| EgyptAir                        | 1. Kair Sezonowo: 1. Luksor |
| El Al                           | 1. Tel Awiw |
| Emirates                        | 1. Dubaj |
| Ethiopian Airlines              | 1. Addis Abeba |
| Etihad Airways                  | 1. Abu Zabi |
| Eurowings                       | 1. Hamburg |
| EVA Air                         | 1. Tajpej |
| Finnair                         | 1. Helsinki |
| FlyOne                          | Sezonowo: 1. Kiszyniów 2. Erywań |
| Georgian Airways                | 1. Tbilisi |
| Gulf Air                        | 1. Bahrajn |
| Hainan Airlines                 | 1. Chongqing 2. Shenzhen 3. Xi’an |
| Iberia                          | 1. Madryt |
| Icelandair                      | 1. Reykjavík-Keflavík |
| Iran Air                        | 1. Teheran-Imam Khomeini |
| ITA Airways                     | 1. Mediolan-Linate 2. Rzym-Fiumicino |
| Japan Airlines                  | 1. Tokio-Haneda |
| Jet2.com                        | 1. Leeds/Bradford |
| JetBlue                         | 1. Boston 2. Nowy Jork-JFK |
| Kenya Airways                   | 1. Nairobi |
| KLM                             | 1. Amsterdam |
| KM Malta Airlines               | 1. Malta |
| Korean Air                      | 1. Seul-Inczon |
| Kuwait Airways                  | 1. Kuwejt |
| LATAM Brasil                    | 1. São Paulo-Guarulhos |
| LOT                             | 1. Warszawa-Chopin |
| Lufthansa                       | 1. Frankfurt 2. Monachium |
| Luxair                          | 1. Luksemburg |
| Malaysia Airlines               | 1. Kuala Lumpur |
| Middle East Airlines            | 1. Bejrut |
| Norse Atlantic Airways          | 1. Miami 2. Nowy Jork-JFK |
| Norwegian Air Shuttle           | 1. Kopenhaga 2. Oslo-Gardermoen Sezonowo: 1. Bergen 2. Stavanger 3. Sztokholm-Arlanda |
| Nouvelair                       | 1. Monastyr Sezonowo: 1. Safakis |
| Oman Air                        | 1. Maskat |
| Pakistan International Airlines | 1. Islamabad 2. Lahaur |
| Pegasus Airlines                | 1. Ankara 2. Stambuł-Sabiha Gökçen |
| Play                            | 1. Reykjavík-Keflavík |
| Qantas                          | 1. Perth 2. Sydney |
| Qatar Airways                   | 1. Doha |
| Royal Air Maroc                 | 1. Casablanca 2. Marrakesz Sezonowo: 1. Oujda |
| Royal Jordanian                 | 1. Amman |
| RwandAir                        | 1. Kigali |
| Saudia                          | 1. Dżudda 2. Rijad Sezonowo: 1. Al-'Ula |
| SAS                             | 1. Kopenhaga 2. Oslo-Gardermoen 3. Sztokholm-Arlanda |
| Singapore Airlines              | 1. Singapur |
| Sky Express                     | 1. Ateny Sezonowo: 1. Heraklion |
| Smartwings                      | 1. Praga |
| SriLankan Airlines              | 1. Kolombo |
| SunExpress                      | 1. Ankara 2. Antalya 3. Izmir |
| SWISS                           | 1. Zurych |
| TAROM                           | 1. Bukareszt |
| Thai Airways                    | 1. Bangkok-Suvarnabhumi |
| Tunisair                        | 1. Dżerba 2. Monastyr 3. Tauzar |
| Turkish Airlines                | 1. Stambuł |
| Tus Airways                     | Sezonowo: 1. Larnaka |
| United Airlines                 | 1. Chicago-O’Hare 2. Newark 3. San Francisco 4. Waszyngton-Dulles |
| Uzbekistan Airways              | 1. Taszkent 2. Urgencz |
| Vietnam Airlines                | 1. Hanoi 2. Ho Chi Minh |
| Vueling Airlines                | 1. Alicante 2. Barcelona 3. Bilbao 4. Gran Canaria 5. Santiago de Compostela 6. Sewilla Sezonowo: 1. Rzym-Fiumicino |
| WestJet                         | 1. Calgary |
| Xiamen Air                      | 1. Xiamen |

## Wypadki
- Katastrofa lotu Lufthansa CityLine 5634
- Katastrofa lotu Air France 4590

23 maja 2004 zawalił się fragment dachu nowego terminalu 2E, zabijając 4 osoby.

## Miejsce do polowania
Port lotniczy znany jest z okazjonalnego polowania (oraz populacji widocznej dla pasażerów) na zające i króliki. Wynika to z faktu istnienia sporych trawiastych przestrzeni, a celem polowania jest próba zapanowania nad nadmiernym rozrostem.